# Oekraïne op de Olympische Zomerspelen 1996
Oekraïne nam deel aan de Olympische Zomerspelen 1996 in Atlanta, Verenigde Staten. 

## Medailleoverzicht
| Sport         | Olympiër | Onderdeel                | Medaille |
| ------------- | --- | ------------------------ | -------- |
| Atletiek      | Inessa Kravets | hink-stap-springen (v)   | Goud     |
| Boksen        | Wladimir Klitschko | +91kg (m)                | Goud     |
| Gewichtheffen | Timur Taymazov | -108kg (m)               | Goud     |
| Gymnastiek    | Rustam Sharipov | brug (m)                 | Goud     |
| Gymnastiek    | Lilia Podkopayeva | individuele meerkamp (v) | Goud     |
| Gymnastiek    | Lilia Podkopayeva | vloer (v)                | Goud     |
| Gymnastiek    | Kateryna Serebrianska                                                                                                   | ritmisch individueel (v) | Goud     |
| Worstelen     | Vyacheslav Oleynyk | -90kg Grieks-Romeins (m) | Goud     |
| Zeilen        | Yevhen Braslavets Ihor Matviyenko                                                                                       | 470 (m)                  | Goud     |
| Gymnastiek    | Lilia Podkopayeva | balk (v)                 | Zilver   |
| Roeien        | Inna Frolova Svitlana Maziy Dina Miftakhutdynova Olena Ronzhyna                                                         | dubbel-vier (v)          | Zilver   |
| Atletiek      | Oleksandr Bahach | kogelstoten (m)          | Brons    |
| Atletiek      | Oleksandr Krykun | kogelslingeren (m)       | Brons    |
| Atletiek      | Inha Babakova | hoogspringen (v)         | Brons    |
| Boksen        | Oleg Kiryukhin | -48kg (m)                | Brons    |
| Boogschieten  | Olena Sadovnycha | individueel (v)          | Brons    |
| Gewichtheffen | Denys Hotfrid | -99kg (m)                | Brons    |
| Gymnastiek    | Ihor Korobchynskyi Oleh Kosyak Hryhoriy Misyutyn Volodymyr Shamenko Rustam Sharipov Oleksandr Svitlychnyi Yuri Yermakov | meerkamp team (m)        | Brons    |
| Gymnastiek    | Olena Vitrychenko | ritmisch individueel (v) | Brons    |
| Worstelen     | Elbrus Tedeyev | -62kg vrije stijl (m)    | Brons    |
| Worstelen     | Zaza Zazirov | -68kg vrije stijl (m)    | Brons    |
| Worstelen     | Andriy Kalashnykov | -52kg Grieks-Romeins (m) | Brons    |
| Zeilen        | Olena Pakholchik Ruslana Taran                                                                                          | 470 (v)                  | Brons    |

## Deelnemers en resultaten
(m) = mannen, (v) = vrouwen

### Atletiek
| Olympiër                                                        | Discipline               | Resultaat | Prestatie |
| --------------------------------------------------------------- | ------------------------ | --------- | --- |
| Serhiy Osovych                                                  | 100m (m)                 | 31e       | serie 4: 3de in 10,29 kwartfinale 4: 7de in 10,38 |
| Kostia Rurak                                                    | 100m (m)                 | 39e       | serie 7: 2de in 10,37 kwartfinale 5: 7de in 10,47 |
| Vladyslav Dolohodin                                             | 200m (m)                 | 24e       | serie 9: 2de in 20,57 kwartfinale 3: 6de in 20,65 |
| Andriy Bulkovskiy                                               | 1500m (m)                | 52e       | serie 1: 10de in 3.53,30 |
| Vladyslav Dolohodin Oleh Kramarenko Serhiy Osovych Kostia Rurak | 4x100m (m)               | 4e        | serie 1: 1ste in 38,90 halve finale 1: 3de in 38,56 finale: 4de in 38,55 |
| Pyotro Sarafyniuk                                               | marathon (m)             | 43e       | 2:20.37 |
| Vitaliy Popovych                                                | 50km snelwandelen (m)    | DNF       | niet gefinisht |
| Vitaliy Kyrylenko                                               | verspringen (m)          | 26e       | kwalificatie groep A: 13de met 7,77m |
| Volodymyr Kravchenko                                            | hink-stap-springen (m)   | 10e       | kwalificatie groep B: 4de met 16,90m finale: 10de met 16,62m |
| V'iacheslav Tyrtyshnik                                          | hoogspringen (m)         | 16e       | kwalificatie groep B: 6de met 2,26m |
| Sergey Bubka                                                    | polsstokhoogspringen (m) | DNS       | kwalificatie groep B: niet gestart |
| Vasyl Bubka                                                     | polsstokhoogspringen (m) | DNF       | kwalificatie groep A: geen geldige poging |
| Oleksandr Bahach                                                | kogelstoten (m)          | Brons     | kwalificatie groep B: 3de met 20,23m finale: 3de met 20,75m |
| Oleksandr Klymenko                                              | kogelstoten (m)          | DNF       | kwalificatie groep B: 5de met 19,45m finale: geen geldige poging |
| Roman Virastiuk                                                 | kogelstoten (m)          | 6e        | kwalificatie groep A: 3de met 19,81m finale: 6de met 20,45m |
| Andriy Kokhanovsky                                              | discuswerpen (m)         | 28e       | kwalificatie groep A: 16de met 57,90m |
| Vitaly Sidorov                                                  | discuswerpen (m)         | 7e        | kwalificatie groep B: 3de met 63,42m finale: 7de met 63,78m |
| Oleksandr Krykun                                                | kogelslingeren (m)       | Brons     | kwalificatie groep A: 5de met 75,78m finale: 3de met 80,02m |
| Andriy Skvaruk                                                  | kogelslingeren (m)       | 4e        | kwalificatie groep B: 3de met 77,48m finale: 4de met 79,92m |
| Vitaliy Kolpakov                                                | tienkamp (m)             | 22e       | 100m: 31ste in 11,15 verspringen: 10de met 7,53m kogelstoten: 18de met 14,33m hoogspringen: 4de met 2,07m 400m: 7de in 48,12 110m horden: 10de in 14,30 discuswerpen: 10de met 45,66m polsstokhoogspringen: 15de met 4,80m speerwerpen: 28ste met 53,58m 1500m: 30ste in 5.05,41 totaal: 8025 punten |
| Lev Lobodin                                                     | tienkamp (m)             | DNF       | 100m: 12de in 10,85 verspringen: 16de met 7,35m kogelstoten: 6de met 15,57m hoogspringen: 22ste met 1,95m 400m: 17de in 48,96 110m horden: niet gestart |
|                                                                 |                          |           | |
| Zhanna Pintusevych-Blok                                         | 100m (v)                 | 8e        | serie 2: 1ste in 11,20 kwartfinale 4: 2de in 11,14 halve finale 1: 4de in 11,14 finale: 8ste in 11,14 |
| Iryna Pukha                                                     | 100m (v)                 | 19e       | serie 3: 4de in 11,36 kwartfinale 2: 6de in 11,42 |
| Viktoriya Fomenko                                               | 200m (v)                 | 24e       | serie 2: 4de in 23,18 kwartfinale 2: 8ste in 23,44 |
| Zhanna Pintusevych-Blok                                         | 200m (v)                 | 31e       | serie 5: 4de in 23,15 kwartfinale 4: 8ste in 23,68 |
| Yana Manuylova                                                  | 400m (v)                 | 30e       | serie 2: 6de in 52,51 kwartfinale 2: 8ste in 52,82 |
| Olena Rurak                                                     | 400m (v)                 | 33e       | serie 3: 5de in 52,92 |
| Nadiya Bodrova                                                  | 100m horden (v)          | 30e       | serie 5: 5de in 13,22 kwartfinale 1: niet gefinisht |
| Nataliya Grygoryeva                                             | 100m horden (v)          | 17e       | serie 3: 6de in 13,16 kwartfinale 3: 6de in 12,96 |
| Olena Ovcharova-Krasovska                                       | 100m horden (v)          | 27e       | serie 6: 5de in 13,23 kwartfinale 2: 8ste in 13,16 |
| Tetiana Tereshchuk-Antypova                                     | 400m horden (v)          | 14e       | serie 3: 2de in 55,82 halve finale 1: 8ste in 55,34 |
| Viktoriya Fomenko Lyudmyla Koshchey Yana Manuylova Olha Moroz   | 4x400m (v)               | 10e       | serie 1: 5de in 3.28,16 |
| Liubov Klochko                                                  | marathon (v)             | DNF       | niet gefinisht |
| Tetiana Rahozina                                                | 10km snelwandelen (v)    | 30e       | 46.25 |
| Inessa Kravets                                                  | verspringen (v)          | DNF       | kwalificatie groep B: geen geldige poging |
| Olena Shekhovtsova                                              | verspringen (v)          | 5e        | kwalificatie groep A: 5de met 6,70m finale: 5de met 6,97m |
| Viktoriya Vershynina                                            | verspringen (v)          | DNF       | kwalificatie groep B: geen geldige poging |
| Olena Hovorova                                                  | hink-stap-springen (v)   | 9e        | kwalificatie groep A: 9de met 14,09m |
| Olena Khlusovych                                                | hink-stap-springen (v)   | 11e       | kwalificatie groep A: 4de met 14,38m finale: 11de met 13,81m |
| Inessa Kravets                                                  | hink-stap-springen (v)   | Goud      | kwalificatie groep B: 2de met 14,57m finale: 1ste met 15,33m |
| Inha Babakova                                                   | hoogspringen (v)         | Brons     | kwalificatie groep A: 1ste met 1,93m finale: 3de met 2,01m |
| Vita Stopina                                                    | hoogspringen (v)         | 19e       | kwalificatie groep B: 12de met 1,85m |
| Walentina Fedjuschina                                           | kogelstoten (v)          | 12e       | kwalificatie groep B: 3de met 19,22m finale: 12de met 17,99m |
| Vita Pavlysh                                                    | kogelstoten (v)          | 4e        | kwalificatie groep A: de met 19,04m finale: 4de met 19,30m |
| Olena Antonova                                                  | discuswerpen (v)         | 29e       | kwalificatie groep B: 16de met 57,92m |

### Badminton
| Olympiër                                  | Discipline     | Resultaat | Prestatie                                                |
| ----------------------------------------- | -------------- | --------- | -------------------------------------------------------- |
| Vladyslav Druzhchenko                     | enkelspel (m)  | 17e       | 1ste ronde: vrij 2de ronde: V van DEN Larsen: 7-15, 6-15 |
|                                           |                |           |                                                          |
| Olena Nozdran                             | enkelspel (v)  | 17e       | 1ste ronde: V van SIN Abdullah: 3-11, 0-11               |
| Victoria Evtoushenko Elena Nosdran        | dubbelspel (v) | 17e       | 1ste ronde: V van CHN Chen/Peng: 2-15, 15-11, 1-15       |
|                                           |                |           |                                                          |
| Victoria Evtoushenko Vladislav Druzchenko | dubbelspel (g) | 17e       | 1ste ronde: V van DEN Sogaard/Olsen: 5-15, 5-15          |

### Basketbal
| Olympiër | Discipline | Resultaat | Prestatie |
| --- | ---------- | --------- | --- |
| Olena Zjyrko Maryna Tkatsjenko Natalja Siljanova Olga Sjilakova Diana Sadovnykova Viktorija Paradiz Olena Oberemko Ljoedmyla Nazarenko Viktorija Leleka Roeslana Kyrytsjenko Oksana Dovhaljoek Viktorija Boerenok | vrouwen    | 4e        | groep B: 2de W van Zaïre: 81-65 V van Verenigde Staten: 65-98 V van Zuid-Korea: 67-72 W van Cuba: 87-75 W van Australië: 54-48 kwartfinale: W van Italië: 59-50 halve finale: V van Brazilië: 60-81 bronzen finale: V van Australië: 56-66 |

| Groep B |                  |             |             |             |            |            |            |        |
| #       | Land             | Wedstrijden | Wedstrijden | Wedstrijden | Doelpunten | Doelpunten | Doelpunten | Punten |
| #       | Land             | G           | W           | V           | V          | T          | Saldo      | Punten |
| 1       | Verenigde Staten | 5           | 5           | 0           | 507        | 339        | +168       | 10     |
| 2       | Oekraïne         | 5           | 3           | 2           | 354        | 358        | -4         | 8      |
| 3       | Australië        | 5           | 3           | 2           | 369        | 319        | +50        | 8      |
| 4       | Cuba             | 5           | 2           | 3           | 365        | 377        | -12        | 7      |
| 5       | Zuid-Korea       | 5           | 2           | 3           | 347        | 389        | -42        | 7      |
| 6       | Zaïre            | 5           | 0           | 5           | 287        | 447        | -160       | 5      |

| Ronde          | Datum   | Plaats     | Land  | Score            | Land |
| -------------- | ------- | ---------- | ----- | ---------------- | ---- |
| Groepsfase     |         |            |       |                  |      |
| 21 juli        | Atlanta | Zaïre      | 65-81 | Oekraïne         |      |
| 23 juli        | Atlanta | Oekraïne   | 65-98 | Verenigde Staten |      |
| 25 juli        | Atlanta | Zuid-Korea | 72-67 | Oekraïne         |      |
| 27 juli        | Atlanta | Oekraïne   | 87-75 | Cuba             |      |
| 29 juli        | Atlanta | Oekraïne   | 54-48 | Australië        |      |
| Kwartfinale    |         |            |       |                  |      |
| 31 juli        | Atlanta | Oekraïne   | 59-50 | Italië           |      |
| Halve finale   |         |            |       |                  |      |
| 2 augustus     | Atlanta | Brazilië   | 81-60 | Oekraïne         |      |
| Bronzen finale |         |            |       |                  |      |
| 4 augustus     | Atlanta | Oekraïne   | 56-66 | Australië        |      |

### Boksen
| Olympiër             | Discipline | Resultaat | Prestatie |
| -------------------- | ---------- | --------- | --- |
| Oleh Kiriukhin       | -48kg (m)  | Brons     | 1ste ronde: W van PAK Qambrani: 17-3 2de ronde: W van COL Mendoza: 16-6 kwartfinale: W van USA Guardado: 19-14 halve finale: V van BUL Petrov: 8-17              |
| Serhiy Kovhanko      | -51kg (m)  | 9e        | 1ste ronde: W van HON Angeles: 12-6 2de ronde: V van KAZ Jumadilov: 4-21                                                                                         |
| Yevheniy Shestakov   | -57kg (m)  | 17e       | 1ste ronde: V van BUL Todorov: 4-11 |
| Serhiy Dzinziruk     | -67kg (m)  | 9e        | 1ste ronde: W van THA Jangphinak: 20-10 2de ronde: V van DEN Al: 4-10                                                                                            |
| Serhiy Horodnichov   | -71kg (m)  | 9e        | 1ste ronde: W van NIG Eromosele: 18-4 2de ronde: V van CUB Duvergel: 2-15                                                                                        |
| Rostyslav Zaulychniy | -81kg (m)  | 17e       | 1ste ronde: V van UZB Ibragimov: 3-7 |
| Wladimir Klitschko   | +91kg (m)  | Goud      | 1ste ronde: vrij 2de ronde: W van USA Clay-Bey: 10-8 kwartfinale: W van SWE Levin: knock-out halve finale: W van RUS Lezin: 4-1 finale: W van TGA Wolfgramm: 7-3 |

### Boogschieten
| Olympiër                                                 | Discipline      | Resultaat | Prestatie |
| -------------------------------------------------------- | --------------- | --------- | --- |
| Oleksandr Yatsenko                                       | individueel (m) | 57e       | plaatsingsronde: 37ste met 649 punten 1ste ronde: V van SLO Medved: 151-160 |
| Valeriy Yevetskiy                                        | individueel (m) | 31e       | plaatsingsronde: 23ste met 659 punten 1ste ronde: W van TPE Wu: 159-156 2de ronde: V van ITA Bisiani: 152-163 |
| Stanislav Zabrodsky                                      | individueel (m) | 13e       | plaatsingsronde: 16de met 664 punten 1ste ronde: W van BHU Jubzhang: 156-156 (9-8) 2de ronde: W van FIN Tuovila: 163-142 3de ronde: V van ITA Frangilli: 160-170 |
| Oleksandr Yatsenko Valeriy Yevetskiy Stanislav Zabrodsky | team (m)        | 7e        | plaatsingsronde: 4de met 1972 punten 1ste ronde: W van Canada: 238-225 kwartfinale: V van Verenigde Staten: 240-251 |
|                                                          |                 |           | |
| Nataliya Bilukha                                         | individueel (v) | 55e       | plaatsingsronde: 54ste met 605 punten 1ste ronde: V van NED Arjannikova: 141-149 |
| Lina Herasymenko                                         | individueel (v) | 23e       | plaatsingsronde: 1ste met 672 punten 1ste ronde: W van KEN Mbuta: 156-126 2de ronde: V van CHN Wang: 152-156 |
| Olena Sadovnycha                                         | individueel (v) | Brons     | plaatsingsronde: 5de met 663 punten 1ste ronde: W van BHU Ugyen: 153-126 2de ronde: W van POL Klata: 158-151 3de ronde: W van POL Nowicka: 161-158 kwartfinale: W van KOR Kim: 108-105 halve finale: V van KOR Kim: 109-111 bronzen finale: W van TUR Altinkaynak: 109-102 |
| Olena Sadovnycha Lina Herasymenko Natalya Bilukha        | team (v)        | 5e        | plaatsingsronde: 4de met 1941 punten 1ste ronde: W van Indonesië: 246-208 kwartfinale: V van Polen: 235-242 |

### Gewichtheffen
| Olympiër              | Discipline | Resultaat | Prestatie                                                        |
| --------------------- | ---------- | --------- | ---------------------------------------------------------------- |
| Oleksiy Khizhniak     | -70kg (m)  | 15e       | trekken: 17de met 142,5kg stoten: 14de met 177,5kg totaal: 320kg |
| Oleksandr Blyshchyk   | -83kg (m)  | DNF       | trekken: 5de met 167,5kg stoten: geen geldige poging             |
| Oleh Chumak           | -91kg (m)  | 7e        | trekken: 8ste met 167,5kg stoten: 4de met 212,5kg totaal: 380kg  |
| Denys Hotfrid         | -91kg (m)  | Brons     | trekken: 2de met 187,5kg stoten: 3de met 215kg totaal: 402,5kg   |
| Stanislav Rybalchenko | -91kg (m)  | 4e        | trekken: 4de met 182,5kg stoten: 6de met 212,5kg totaal: 395kg   |
| Ihor Razoronov        | -108kg (m) | DNF       | trekken: geen geldige poging                                     |
| Tymur Taimazov        | -108kg (m) | Goud      | trekken: 2de met 195kg stoten: 1ste met 235kg totaal: 430kg      |

### Gymnastiek
| Olympiër | Discipline               | Resultaat | Prestatie                                                             |
| Ritmisch | Ritmisch                 | Ritmisch  | Ritmisch                                                              |
| --- | ------------------------ | --------- | --------------------------------------------------------------------- |
| Ekaterina Serebrianskaya                                                                                                | individueel (v)          | Goud      | kwalificatie: 2de met 39,113 punten finale: 1ste met 39,683 punten    |
| Olena Vitrichenko | individueel (v)          | Brons     | kwalificatie: 1ste met 39,200 punten finale: 3de met 39,331 punten    |
| Turnen |                          |           |                                                                       |
| Igor Korobtsjinski | brug (m)                 | 15e       | kwalificatie: 15de met 19,137 punten                                  |
| Oleh Kosiak | brug (m)                 | 57e       | kwalificatie: 57ste met 18,450 punten                                 |
| Volodymyr Shamenko | brug (m)                 | 20e       | kwalificatie: 20ste met 19,025 punten                                 |
| Rustam Sharipov | brug (m)                 | Goud      | kwalificatie: 9de met 19,200 punten finale: 1ste met 9,837 punten     |
| Oleksandr Svitlychniy                                                                                                   | brug (m)                 | 29e       | kwalificatie: 29ste met 18,925 punten                                 |
| Yuriy Yermakov | brug (m)                 | 22e       | kwalificatie: 22ste met 19,012 punten                                 |
| Igor Korobtsjinski | paard voltige (m)        | 63e       | kwalificatie: 63ste met 18,462 punten                                 |
| Oleh Kosiak | paard voltige (m)        | 101e      | kwalificatie: 101ste met 9,375 punten                                 |
| Hryhoriy Misiutin | paard voltige (m)        | 99e       | kwalificatie: 99ste met 9,625 punten                                  |
| Volodymyr Shamenko | paard voltige (m)        | 48e       | kwalificatie: 48ste met 18,775 punten                                 |
| Rustam Sharipov | paard voltige (m)        | 23e       | kwalificatie: 23ste met 19,012 punten                                 |
| Oleksandr Svitlychniy                                                                                                   | paard voltige (m)        | 29e       | kwalificatie: 29ste met 18,950 punten                                 |
| Yuriy Yermakov | paard voltige (m)        | 34e       | kwalificatie: 34ste met 18,875 punten                                 |
| Igor Korobtsjinski | rekstok (m)              | 26e       | kwalificatie: 26ste met 19,099 punten                                 |
| Oleh Kosiak | rekstok (m)              | 31e       | kwalificatie: 31ste met 18,975 punten                                 |
| Volodymyr Shamenko | rekstok (m)              | 27e       | kwalificatie: 27ste met 19,037 punten                                 |
| Rustam Sharipov | rekstok (m)              | 44e       | kwalificatie: 44ste met 18,887 punten                                 |
| Oleksandr Svitlychniy                                                                                                   | rekstok (m)              | 64e       | kwalificatie: 64ste met 18,500 punten                                 |
| Yuriy Yermakov | rekstok (m)              | 46e       | kwalificatie: 46ste met 18,850 punten                                 |
| Igor Korobtsjinski | ringen (m)               | 49e       | kwalificatie: 49ste met 18,750 punten                                 |
| Oleh Kosiak | ringen (m)               | 47e       | kwalificatie: 47ste met 18,775 punten                                 |
| Hryhoriy Misiutin | ringen (m)               | 98e       | kwalificatie: 98ste met 9,700 punten                                  |
| Volodymyr Shamenko | ringen (m)               | 25e       | kwalificatie: 25ste met 19,000 punten                                 |
| Rustam Sharipov | ringen (m)               | 16e       | kwalificatie: 16de met 19,124 punten                                  |
| Oleksandr Svitlychniy                                                                                                   | ringen (m)               | 10e       | kwalificatie: 10de met 19,224 punten                                  |
| Yuriy Yermakov | ringen (m)               | 99e       | kwalificatie: 99ste met 9,400 punten                                  |
| Igor Korobtsjinski | sprong (m)               | 7e        | kwalificatie: 5de met 19,350 punten finale: 7de met 9,568 punten      |
| Oleh Kosiak | sprong (m)               | 87e       | kwalificatie: 87ste met 18,225 punten                                 |
| Hryhoriy Misiutin | sprong (m)               | 30e       | kwalificatie: 30ste met 19,125 punten                                 |
| Volodymyr Shamenko | sprong (m)               | 49e       | kwalificatie: 49ste met 18,887 punten                                 |
| Rustam Sharipov | sprong (m)               | 9e        | kwalificatie: 9de met 19,274 punten                                   |
| Oleksandr Svitlychniy                                                                                                   | sprong (m)               | 37e       | kwalificatie: 37ste met 19,062 punten                                 |
| Igor Korobtsjinski | vloer (m)                | 54e       | kwalificatie: 54ste met 18,675 punten                                 |
| Oleh Kosiak | vloer (m)                | 98e       | kwalificatie: 98ste met 9,450 punten                                  |
| Hryhoriy Misiutin | vloer (m)                | 8e        | kwalificatie: 5de met 19,362 punten finale: 8ste met 9,100 punten     |
| Volodymyr Shamenko | vloer (m)                | 46e       | kwalificatie: 46ste met 18,762 punten                                 |
| Rustam Sharipov | vloer (m)                | 38e       | kwalificatie: 38ste met 18,875 punten                                 |
| Oleksandr Svitlychniy                                                                                                   | vloer (m)                | 14e       | kwalificatie: 14de met 19,225 punten                                  |
| Yuriy Yermakov | vloer (m)                | 97e       | kwalificatie: 97ste met 9,475 punten                                  |
| Igor Korobtsjinski | individuele meerkamp (m) | 15e       | kwalificatie: 22ste met 113,473 punten finale: 15de met 57,211 punten |
| Oleh Kosiak | individuele meerkamp (m) | 83e       | kwalificatie: 83ste met 93,250 punten                                 |
| Hryhoriy Misiutin | individuele meerkamp (m) | 106e      | kwalificatie: 106de met 57,812 punten                                 |
| Volodymyr Shamenko | individuele meerkamp (m) | 36e       | kwalificatie: 21ste met 113,486 punten                                |
| Rustam Sharipov | individuele meerkamp (m) | 8e        | kwalificatie: 10de met 114,372 punten finale: 8ste met 57,712 punten  |
| Oleksandr Svitlychniy                                                                                                   | individuele meerkamp (m) | 9e        | kwalificatie: 17de met 113,886 punten finale: 9de met 57,698 punten   |
| Yuriy Yermakov | individuele meerkamp (m) | 100e      | kwalificatie: 100ste met 75,612 punten                                |
| Ihor Korobchynskyi Oleh Kosyak Hryhoriy Misyutyn Volodymyr Shamenko Rustam Sharipov Oleksandr Svitlychnyi Yuri Yermakov | meerkamp team (m)        | Brons     | 571,541 punten                                                        |
| |                          |           |                                                                       |
| Oksana Knizhnik | balk (v)                 | 23e       | kwalificatie: 23ste met 18,937 punten                                 |
| Hanna Mirhorodska | balk (v)                 | 33e       | kwalificatie: 33ste met 18,762 punten                                 |
| Liliya Podkopaieva | balk (v)                 | Zilver    | kwalificatie: 3de met 19,500 punten finale: 2de met 9,825 punten      |
| Olena Shaparna | balk (v)                 | 25e       | kwalificatie: 25ste met 19,000 punten                                 |
| Liubov Sheremeta | balk (v)                 | 20e       | kwalificatie: 20ste met 19,012 punten                                 |
| Olha Teslenko | balk (v)                 | 5e        | kwalificatie: 10de met 19,175 punten finale: 5de met 9,625 punten     |
| Svitlana Zelepukina | balk (v)                 | 16e       | kwalificatie: 16de met 19,062 punten                                  |
| Hanna Mirhorodska | brug (v)                 | 38e       | kwalificatie: 38ste met 19,125 punten                                 |
| Liliya Podkopaieva | brug (v)                 | 5e        | kwalificatie: 2de met 19,662 punten finale: 5de met 9,787 punten      |
| Olena Shaparna | brug (v)                 | 44e       | kwalificatie: 44ste met 19,074 punten                                 |
| Liubov Sheremeta | brug (v)                 | 29e       | kwalificatie: 29ste met 19,237 punten                                 |
| Olha Teslenko | brug (v)                 | 16e       | kwalificatie: 16de met 19,437 punten                                  |
| Svitlana Zelepukina | brug (v)                 | 25e       | kwalificatie: 25ste met 19,300 punten                                 |
| Oksana Knizhnik | sprong (v)               | 18e       | kwalificatie: 18de met 19,325 punten                                  |
| Hanna Mirhorodska | sprong (v)               | 24e       | kwalificatie: 24ste met 19,224 punten                                 |
| Liliya Podkopaieva | sprong (v)               | 19e       | kwalificatie: 19de met 19,287 punten                                  |
| Olena Shaparna | sprong (v)               | 31e       | kwalificatie: 31ste met 19,137 punten                                 |
| Liubov Sheremeta | sprong (v)               | 46e       | kwalificatie: 46ste met 18,887 punten                                 |
| Svitlana Zelepukina | sprong (v)               | 28e       | kwalificatie: 28ste met 19,162 punten                                 |
| Oksana Knizhnik | vloer (v)                | 28e       | kwalificatie: 28ste met 19,262 punten                                 |
| Hanna Mirhorodska | vloer (v)                | 15e       | kwalificatie: 15de met 19,412 punten                                  |
| Liliya Podkopaieva | vloer (v)                | Goud      | kwalificatie: 2de met 19,612 punten finale: 1ste met 9,887 punten     |
| Olena Shaparna | vloer (v)                | 40e       | kwalificatie: 40ste met 19,125 punten                                 |
| Liubov Sheremeta | vloer (v)                | 20e       | kwalificatie: 20ste met 19,387 punten                                 |
| Svitlana Zelepukina | vloer (v)                | 34e       | kwalificatie: 34ste met 19,174 punten                                 |
| Oksana Knizhnik | individuele meerkamp (v) | 83e       | kwalificatie: 83ste met 57,524 punten                                 |
| Hanna Mirhorodska | individuele meerkamp (v) | 42e       | kwalificatie: 21ste met 76,523 punten                                 |
| Liliya Podkopaieva | individuele meerkamp (v) | Goud      | kwalificatie: 1ste met 78,061 punten finale: 1ste met 39,255 punten   |
| Olena Shaparna | individuele meerkamp (v) | 85e       | kwalificatie: 85ste met 57,336 punten                                 |
| Liubov Sheremeta | individuele meerkamp (v) | 22e       | kwalificatie: 21ste met 76,523 punten finale: 22ste met 38,204 punten |
| Olha Teslenko | individuele meerkamp (v) | 96e       | kwalificatie: 96ste met 38,612 punten                                 |
| Svitlana Zelepukina | individuele meerkamp (v) | 23e       | kwalificatie: 18de met 76,698 punten finale: 23ste met 38,024 punten  |
| Liliya Podkopaieva Svitlana Zelepukina Liubov Sheremeta Hanna Mirhorodska Oksana Knizhnik Olena Shaparna Olha Teslenko  | meerkamp (v)             | 5e        | 385,841 punten                                                        |

### Judo
| Olympiër          | Discipline | Resultaat | Prestatie |
| ----------------- | ---------- | --------- | --- |
| Karen Balaian     | -78kg (m)  | 21e       | 1ste ronde: vrij 2de ronde: V van USA Morris: waza-ari |
| Ruslan Mashurenko | -86kg (m)  | 13e       | 1ste ronde: vrij 2de ronde: W van AHO Murray: ippon 3de ronde: V van ROU Croitoru: ippon herkansingen: V van JPN Yoshida: ippon                                                              |
|                   |            |           | |
| Tetiana Beliaieva | -72kg (v)  | 5e        | 1ste ronde: W van MTN St Louis: ippon 2de ronde: W van ROU Richter: ippon kwartfinale: W van ITA Scapin: ippon halve finale: V van BEL Werbrouck: ippon bronzen finale: V van CUB Luna: yuko |

### Kanovaren
| Olympiër                                                               | Discipline    | Resultaat | Prestatie                                                                              |
| ---------------------------------------------------------------------- | ------------- | --------- | -------------------------------------------------------------------------------------- |
| Michał Śliwiński                                                       | C-1 500m (m)  | 4e        | serie 1: 4de in 1.54,283 halve finale 1: 1ste in 1.52,093 finale: 4de in 1.51,714      |
| Roman Bundz                                                            | C-1 1000m (m) | 7e        | serie 2: 2de in 4.26,555 finale: 7de in 4.02,078                                       |
| Oleksiy Ihraiev Oleksandr Lytvynenko                                   | C-2 500m (m)  | 18e       | serie 3: 2de in 1.46,652 halve finale 2: 9de in 1.51,010                               |
| Oleksiy Ihraiev Oleksandr Lytvynenko                                   | C-2 1000m (m) | 10e       | serie 2: 6de in 4.13,363 halve finale 1: 3de in 3.46,845                               |
| Vladyslav Tereshchenko                                                 | K-1 500m (m)  | 13e       | serie 3: 7de in 1.44,623 herkansingen: 5de in 1.44,143 halve finale 2: 6de in 1.41,883 |
| Vladyslav Tereshchenko                                                 | K-1 1000m (m) | 18e       | serie 3: 5de in 3.51,772 herkansingen: 4de in 4.08,861 halve finale 2: 9de in 3.55,649 |
| Andriy Borzukov Viacheslav Kulida Andriy Petrov Oleksiy Slivinsky      | K-4 1000m (m) | 12e       | serie 2: 6de in 3.16,297 halve finale 1: 4de in 3.05,643                               |
|                                                                        |               |           |                                                                                        |
| Hanna Balabanova Kateryna Yurchenko                                    | K-2 500m (v)  | 13e       | serie 1: 4de in 1.48,436 herkansingen: 3de in 1.54,373 halve finale 1: 7de in 1.48,857 |
| Hanna Balabanova Nataliya Feklisova Tetyana Teklyan Kateryna Yurchenko | K-4 500m (v)  | 12e       | serie 1: 6de in 1.43,381 halve finale 1: 4de in 1.40,092                               |

### Moderne vijfkamp
| Olympiër         | Discipline | Resultaat | Prestatie |
| ---------------- | ---------- | --------- | --- |
| Heorhiy Chymerys | mannen     | 24e       | schietsport: 20ste met 173 punten zwemmen: 11de in 3.19,60 schermen: 1ste met 21 overwinningen paardensport: 26ste met 210 strafpunten atletiek: 27ste in 14.13,044 totaal: 5154 punten |

### Roeien
| Olympiër | Discipline      | Resultaat | Prestatie |
| --- | --------------- | --------- | --- |
| Oleksandr Khimich | skiff (m)       | 19e       | serie 2: 4de in 7.57,05 herkansingen: 3de in 7.56,15 halve finale C/D: 4de in 7.31,24 finale D: 1ste in 7.40,54 |
| Mykola Chupryna Aleksandr Martsjenko Leonid Shaposhnykov Oleksandr Zaskalko                                                                     | dubbel-vier (m) | 7e        | serie 3: 4de in 6.13,04 herkansingen: 2de in 5.51,51 halve finale 2: 5de in 6.05,65 finale B: 1ste in 5.53,46   |
| Hryhoriy Dmytrenko Roman Hrynevych Oleksandr Kapustin Oleh Lykov Ihor Martynenko Ihor Mohylniy Vitaliy Raievskiy Valeriy Samara Yevhen Sharonin | acht (m)        | 10e       | serie 1: 5de in 5.55,32 herkansingen: 4de in 5.42,43 finale B: 4de in 5.44,89                                   |
| |                 |           | |
| Olena Reutova Tetiana Ustiuzhanina | dubbel-twee (v) | 8e        | serie 3: 3de in 7.27,12 halve finale 2: 5de in 7.28,53 finale B: 2de in 6.53,96                                 |
| Inna Frolova Svitlana Maziy Dina Miftakhutdynova Olena Ronzhyna-Morozova                                                                        | dubbel-vier (v) | Zilver    | serie 2: 4de in 6.46,17 herkansingen: 1ste in 6.19,11 finale: 2de in 6.30,36                                    |

### Schermen
| Olympiër             | Discipline | Resultaat | Prestatie |
| -------------------- | ---------- | --------- | --- |
| Oleksiy Bryzhalov    | degen (m)  | 31e       | 1ste ronde: W van USA Bayer: 15-11 2de ronde: V van ITA Puccini: 12-15                                                              |
| Serhiy Holubytskiy   | degen (m)  | 6e        | 1ste ronde: vrij 2de ronde: W van KOR Kim: 15-4 3de ronde: W van CHN Ye: 15-14 kwartfinale: V van FRA Plumenail: 13-15              |
| Vadym Huttsait       | sabel (m)  | 6e        | 1ste ronde: vrij 2de ronde: W van ESP Peinador: 15-13 3de ronde: W van ITA Tarantino: 15-9 kwartfinale: V van RUS Pozdnyakov: 14-15 |
| Volodymyr Kaliuzhniy | sabel (m)  | 24e       | 1ste ronde: W van AZE Məmmədov: 15-5 2de ronde: V van FRA Touya: 11-15                                                              |
|                      |            |           | |
| Viktoriya Titova     | degen (v)  | 13e       | 1ste ronde: vrij 2de ronde: W van POL Jakimiuk: 15-4 3de ronde: V van FRA Flessel-Colovic : 11-15                                   |
| Yeva Vybornova       | degen (v)  | 23e       | 1ste ronde: W van LUX Schmit: 15-8 2de ronde: V van GER Ittner: 7-15                                                                |

### Schietsport
| Olympiër                | Discipline                      | Resultaat | Prestatie                                                                     |
| ----------------------- | ------------------------------- | --------- | ----------------------------------------------------------------------------- |
| Oleh Mykhailovo         | 10m luchtgeweer (m)             | 32e       | kwalificatie: 32ste met 582 punten (99-98-97-95-98-95)                        |
| Oleh Mykhailovo         | 50 meter geweer 3 houdingen (m) | 26e       | kwalificatie: 26ste met 1161 punten (396-382-383)                             |
| Oleh Mykhailovo         | 50 meter geweer liggend (m)     | 11e       | kwalificatie: 11de met 595 punten (98-99-100-100-99-99)                       |
| Oleksandr Blizniuchenko | 50m pistool (m)                 | 25e       | kwalificatie: 25ste met 555 punten (90-92-93-91-97-92)                        |
| Viktor Makarov          | 50m pistool (m)                 | 20e       | kwalificatie: 20ste met 556 punten (90-94-92-91-93-96)                        |
| Myroslav Ihnatiuk       | 25m snelvuurpistool (m)         | 9e        | kwalificatie: 9de met 586 punten (295-291)                                    |
| Oleksandr Blizniuchenko | 10m luchtpistool (m)            | 19e       | kwalificatie: 19de met 577 punten (94-96-99-96-97-95)                         |
| Viktor Makarov          | 10m luchtpistool (m)            | 12e       | kwalificatie: 12de met 579 punten (95-95-97-96-98-98)                         |
| Dmytro Monakov          | trap (m)                        | 45e       | kwalificatie: 45ste met 115 punten (22-23-23-24-24)                           |
| Hennadiy Avramenko      | 10m bewegend doel (m)           | 15e       | kwalificatie: 15de met 563 punten (287-276)                                   |
| Yevhen Hekht            | 10m bewegend doel (m)           | 15e       | kwalificatie: 15de met 563 punten (282-281)                                   |
|                         |                                 |           |                                                                               |
| Lesia Leskiv            | 10m luchtgeweer (v)             | 8e        | kwalificatie: 7de met 394 punten (100-97-99-98) finale: 8ste met 494,2 punten |
| Tetiana Nesterova       | 10m luchtgeweer (v)             | 29e       | kwalificatie: 29ste met 388 punten (94-96-98-100)                             |
| Lesia Leskiv            | 50m geweer 3 houdingen (v)      | 9e        | kwalificatie: 9de met 579 punten (199-185-195)                                |
| Tetiana Nesterova       | 50m geweer 3 houdingen (v)      | 8e        | kwalificatie: 8ste met 581 punten (197-191-193) finale: 8ste met 673,3 punten |

### Schoonspringen
| Olympiër         | Discipline    | Resultaat | Prestatie                                                                                             |
| ---------------- | ------------- | --------- | --- |
| Maksym Lapyn     | 3m plank (m)  | 23e       | voorronde: 23ste met 328,23 punten                                                                    |
| Roman Volod'kov  | 3m plank (m)  | 11e       | voorronde: 12de met 359,85 punten halve finale: 12de met 570,15 punten finale: 11de met 598,13 punten |
| Roman Volod'kov  | 10m toren (m) | 20e       | voorronde: 20ste met 335,97 punten                                                                    |
| Oleh Yanchenko   | 10m toren (m) | 26e       | voorronde: 26ste met 301,92 punten                                                                    |
|                  |               |           | |
| Iryna Pissareva  | 3m plank (v)  | 12e       | voorronde: 10de met 269,43 punten halve finale: 9de met 480,66 punten finale: 12de met 448,02 punten  |
| Olena Zhupina    | 3m plank (v)  | 5e        | voorronde: 3de met 286,47 punten halve finale: 5de met 496,02 punten finale: 5de met 504,27 punten    |
| Svitlana Serbina | 10m toren (v) | 14e       | voorronde: 18de met 244,05 punten halve finale: 14de met 409,11 punten                                |
| Olena Zhupina    | 10m toren (v) | 6e        | voorronde: 7de met 280,11 punten halve finale: 6de met 451,34 punten finale: 6de met 437,01 punten    |

### Volleybal
| Olympiër | Discipline | Resultaat | Prestatie |
| --- | ---------- | --------- | --- |
| Olha Kolomiyets Vita Mateshyk Mariya Poliakova Olena Sydorenko Tetiana Ivaniushkina Rehina Myloserdova Alla Kravets Olha Pavlova Nataliya Bozhenova Oleksandra Fomina Yuliya Buieva Olena Kryvonosova | zaal (v)   | 11e       | groep A: 6de V van Verenigde Staten: 0-3 (8-15, 5-15, 11-15) V van Japan: 0-3 (9-15, 5-15, 4-15) V van Zuid-Korea: 0-3 (3-15, 10-15, 7-15) V van China: 0-3 (4-15, 4-15, 6-15) V van Nederland: 0-3 (3-15, 5-15, 5-15) |

| Groep A |                  |             |             |             |             |             |             |        |        |        |        |
| #       | Land             | Wedstrijden | Wedstrijden | Wedstrijden | Wedstrijden | Wedstrijden | Wedstrijden | Punten | Punten | Punten | Punten |
| #       | Land             | G           | W           | V           | SW          | SV          | SR          | SPW    | SPL    | Saldo  | Punten |
| 1       | China            | 5           | 5           | 0           | 15          | 3           | +12         | 256    | 181    | +75    | 10     |
| 2       | Verenigde Staten | 5           | 4           | 1           | 13          | 5           | +8          | 241    | 198    | +43    | 9      |
| 3       | Nederland        | 5           | 3           | 2           | 10          | 7           | +3          | 211    | 179    | +32    | 8      |
| 4       | Zuid-Korea       | 5           | 2           | 3           | 10          | 9           | +1          | 249    | 222    | +27    | 7      |
| 5       | Japan            | 5           | 1           | 4           | 3           | 12          | -9          | 158    | 199    | -41    | 6      |
| 6       | Oekraïne         | 5           | 0           | 5           | 0           | 15          | -15         | 89     | 225    | -136   | 5      |

| Ronde      | Datum   | Plaats           | Land | Score    | Land |
| ---------- | ------- | ---------------- | ---- | -------- | ---- |
| Groepsfase |         |                  |      |          |      |
| 22 juli    | Atlanta | Verenigde Staten | 3-0  | Oekraïne |      |
| 22 juli    | Atlanta | Japan            | 3-0  | Oekraïne |      |
| 22 juli    | Atlanta | Zuid-Korea       | 3-0  | Oekraïne |      |
| 22 juli    | Atlanta | China            | 3-0  | Oekraïne |      |
| 22 juli    | Atlanta | Nederland        | 3-0  | Oekraïne |      |

### Waterpolo
| Olympiër | Discipline | Resultaat | Prestatie |
| --- | ---------- | --------- | --- |
| Dmytro Andriyev Ihor Horbach Vadym Kebalo Vitaliy Khalchaytskiy V'iacheslav Kostanda Andriy Kovalenko Oleksandr Potulnytskiy Vadym Rozhdestvenskiy Vadym Skuratov Anatoliy Solodun Dmitry Stratan Oleh Volodymyrov Oleksiy Yehorov | mannen     | 12e       | groep B: 6de G van Roemenië: 6-6 V van Italië: 6-8 V van Verenigde Staten: 7-9 V van Kroatië: 8-16 V van Griekenland: 6-9 9-12de plek: 4de V van Duitsland: 4-10 V van Roemenië: 8-11 G van Nederland: 9-9 |

| Groep B |                  |             |             |             |             |        |        |        |        |
| #       | Land             | Wedstrijden | Wedstrijden | Wedstrijden | Wedstrijden | Punten | Punten | Punten | Punten |
| #       | Land             | G           | W           | G           | V           | V      | T      | Saldo  | Punten |
| 1       | Italië           | 5           | 5           | 0           | 0           | 48     | 38     | +10    | 10     |
| 2       | Verenigde Staten | 5           | 4           | 0           | 1           | 45     | 37     | +8     | 8      |
| 3       | Kroatië          | 5           | 3           | 0           | 2           | 51     | 39     | +12    | 6      |
| 4       | Griekenland      | 5           | 2           | 0           | 3           | 37     | 38     | -1     | 4      |
| 5       | Roemenië         | 5           | 1           | 0           | 4           | 31     | 45     | -14    | 1      |
| 6       | Oekraïne         | 5           | 1           | 0           | 4           | 32     | 48     | -15    | 1      |

| Ronde      | Datum   | Plaats           | Land | Score    | Land |
| ---------- | ------- | ---------------- | ---- | -------- | ---- |
| Groepsfase |         |                  |      |          |      |
| 20 juli    | Atlanta | Roemenië         | 6-6  | Oekraïne |      |
| 21 juli    | Atlanta | Italië           | 8-6  | Oekraïne |      |
| 22 juli    | Atlanta | Verenigde Staten | 9-7  | Oekraïne |      |
| 23 juli    | Atlanta | Kroatië          | 16-8 | Oekraïne |      |
| 24 juli    | Atlanta | Griekenland      | 9-6  | Oekraïne |      |

| Groep 9-12de plaats |           |             |             |             |             |        |        |        |        |
| #                   | Land      | Wedstrijden | Wedstrijden | Wedstrijden | Wedstrijden | Punten | Punten | Punten | Punten |
| #                   | Land      | G           | W           | G           | V           | V      | T      | Saldo  | Punten |
| 1                   | Duitsland | 3           | 3           | 0           | 0           | 29     | 16     | +13    | 6      |
| 2                   | Nederland | 3           | 1           | 1           | 1           | 25     | 26     | -1     | 3      |
| 3                   | Roemenië  | 3           | 1           | 0           | 2           | 25     | 28     | -3     | 2      |
| 4                   | Oekraïne  | 3           | 0           | 1           | 2           | 21     | 30     | -9     | 1      |

| Ronde      | Datum   | Plaats    | Land | Score    | Land |
| ---------- | ------- | --------- | ---- | -------- | ---- |
| Groepsfase |         |           |      |          |      |
| 26 juli    | Atlanta | Duitsland | 10-4 | Oekraïne |      |
| 27 juli    | Atlanta | Roemenië  | 11-8 | Oekraïne |      |
| 28 juli    | Atlanta | Nederland | 9-9  | Oekraïne |      |

### Wielersport
| Olympiër                                                              | Discipline                    | Resultaat | Prestatie                                                         |
| Baan                                                                  | Baan                          | Baan      | Baan                                                              |
| --------------------------------------------------------------------- | ----------------------------- | --------- | ----------------------------------------------------------------- |
| Bohdan Bondarev                                                       | tijdrit (m)                   | 11e       | 1.05,658                                                          |
| Andriy Yatsenko                                                       | individuele achtervolging (m) | 8e        | kwalificatie: 8ste in 4.30,751 1ste ronde: V van ITA Collinelli   |
| Vasyl Yakovlev                                                        | puntenkoers (m)               | 4e        | 24 punten                                                         |
| Bohdan Bondarev Oleksandr Fedenko Oleksandr Symonenko Andriy Yatsenko | ploegenachtervolging (m)      | 7e        | kwalificatie: 4de in 4.11,545 1ste ronde: V van Rusland: 4.12,794 |
| Weg                                                                   |                               |           |                                                                   |
| Andriy Chmil                                                          | wegwedstrijd (m)              | 33e       | 4:56.44                                                           |
| Mykhailo Khalilov                                                     | wegwedstrijd (m)              | DNF       | niet gefinisht                                                    |
| Oleh Pankov                                                           | wegwedstrijd (m)              | 43e       | 1.05,658                                                          |
| Volodymyr Pulnikov                                                    | wegwedstrijd (m)              | DNF       | niet gefinisht                                                    |
| Serhiy Ushakov                                                        | wegwedstrijd (m)              | 14e       | 4:56.25                                                           |
| Weg                                                                   |                               |           |                                                                   |
| Nataliya Kyshchuk                                                     | wegwedstrijd (v)              | 30e       | 2:37.06                                                           |

### Worstelen
| Olympiër            | Discipline  | Resultaat   | Prestatie |
| Vrije stijl         | Vrije stijl | Vrije stijl | Vrije stijl |
| ------------------- | ----------- | ----------- | --- |
| Viktor Yefteni      | -48kg (m)   | 10e         | 1ste ronde: W van RUS Orujov: 6-4 2de ronde: V van PRK Il: 0-3 3de ronde: W van MGL Sergelenbaatar: 5-1 4de ronde: V van CUB Vila: 0-8 |
| Volodymyr Tohuzov   | -52kg (m)   | 10e         | 1ste ronde: W van ALG Kedjaouer: 10-0 2de ronde: V van KAZ Mamyrov: 1-3 3de ronde: V van RUS Mongush: 1-2 |
| Aslanbek Fidarov    | -57kg (m)   | 18e         | 1ste ronde: V van UZB Zakhartdinov: 3-5 2de ronde: V van AZE Abdullayev: 0-11 |
| Elbrus Tedieiev     | -62kg (m)   | Brons       | 1ste ronde: W van RSA du Plessis: 5-1 2de ronde: W van HUN Demeter: 11-1 3de ronde: V van KOR Jang: 1-3 4de ronde: vrij 5de ronde: W van UZB Islamov: 5-4 6de ronde: W van ITA Schillaci: 10-3 bronzen finale: W van JPN Wada: 3-1                          |
| Zaza Zazirov        | -68kg (m)   | Brons       | 1ste ronde: W van NGR Oziti: 10-0 2de ronde: W van EST Kõiv: 5-0 3de ronde: V van RUS Bogiev: 4-6 4de ronde: W van BLR Gogol: 6-1 5de ronde: vrij 6de ronde: W van KOR Hwang: 7-0 bronzen finale: W van CUB Sánchez: 8-6                                    |
| Serhiy Hubryniuk    | -82kg (m)   | 16e         | 1ste ronde: W van PUR Rosa: 3-1 2de ronde: V van USA Gutches: 0-4 3de ronde: V van MDA Zhabrailov: 0-3 |
| Dzhambolat Tedieiev | -90kg (m)   | 5e          | 1ste ronde: W van POL Kostecki: 5-4 2de ronde: W van GER Balz: 4-1 3de ronde: vrij 4de ronde: V van IRI Khadem: 0-3 5de ronde: vrij 6de ronde: V van GEO Kurtanidze: 4-10 5-6de plek: W van NGR Kodei: 12-0                                                 |
| Sagid Murtazaliyev  | -100kg (m)  | 7e          | 1ste ronde: vrij 2de ronde: W van GER Sabejew: 13-3 3de ronde: V van USA Angle: 3-4 4de ronde: W van CAN Ladik: 4-1 5de ronde: V van BLR Kovalevsky: 4-5 7-8ste plek: W van CAN Ladik: 3-1                                                                  |
| Merab Valiyev       | -130kg (m)  | 7e          | 1ste ronde: W van TUR Demir: 1-1 (1-3) 2de ronde: vrij 3de ronde: W van GBR Singh: 4-0 4de ronde: W van CHN Feng: 3-1 5de ronde: V van KGZ Kovalevsky: 1-3 7-8ste plek: W van GRE Bourdoulis: 5-1                                                           |
| Grieks-Romeins      |             |             | |
| Andriy Kalashnykov  | -52kg (m)   | Brons       | 1ste ronde: V van ARM Nazaryan: 0-10 2de ronde: W van IND Yadav: 11-0 3de ronde: W van ROU Rebegea: 3-1 4de ronde: W van GER Ter-Mkrtchyan: 3-0 5de ronde: W van POL Jabłoński: 8-5 6de ronde: W van BUL Anev: 5-0 bronzen finale: W van RUS Danielyan: 4-1 |
| Ruslan Khakymov     | -57kg (m)   | 4e          | 1ste ronde: W van LTU Šukevičius: 5-1 2de ronde: W van ARM Manukyan: 11-0 3de ronde: V van KAZ Melnichenko: 1-8 4de ronde: W van LAT Jansons: 9-4 5de ronde: vrij 6de ronde: W van GER Yildiz: 3-2 bronzen finale: V van CHN Sheng: 0-4                     |
| Hrihoriy Kamyshenko | -62kg (m)   | 6e          | 1ste ronde: W van VEN Santos: 10-0 2de ronde: W van ARM Manukyan: 11-0 3de ronde: vrij 4de ronde: V van POL Zawadzki: 2-8 5de ronde: vrij 6de ronde: V van TUR Pirim: 1-2 5-6de plek: V van BUL Ivanov: 0-3                                                 |
| Rustam Adzhy        | -68kg (m)   | 13e         | 1ste ronde: V van FIN Yli-Hannuksela: 2-6 2de ronde: W van KOR Kim: 2-1 3de ronde: V van RUS Tretyakov: 1-3 |
| Artur Dzyhasov      | -74kg (m)   | DSQ         | 1ste ronde: W van TUR Avluca: 3-0 2de ronde: W van GER Hahn: 2-1 3de ronde: vrij 4de ronde: V van FIN Asell: 0-10 5de ronde: vrij 6de ronde: V van POL Tracz: 1-2 5-6de plek: V van RUS Iskandaryan: walk-over                                              |
| V'iacheslav Oliynyk | -90kg (m)   | Goud        | 1ste ronde: W van BIH Hodžić: 12-0 2de ronde: W van KAZ Matviyenko: 4-0 3de ronde: W van GER Bullmann: 4-2 4de ronde: W van TUR Başar: 3-0 5de ronde: vrij 6de ronde: vrij finale: W van POL Fafiński: 3-0                                                  |
| Heorhiy Soldadze    | -100kg (m)  | 6e          | 1ste ronde: W van COL Giraldo: 4-0 2de ronde: W van RUS Edisherashvili: 6-3 3de ronde: V van SWE Ljungberg: 0-5 4de ronde: V van MDA Grabovetchi: 2-2 (1-3) 5de ronde: vrij 6de ronde: vrij 5-6de plek: V van BUL Manov: walk-over                          |
| Petro Kotok         | -130kg (m)  | 4e          | 1ste ronde: W van TJK Dgaverli: 5-0 2de ronde: V van USA Ghaffari: 0-3 3de ronde: W van HUN Kékes: 4-0 4de ronde: W van FIN Ahokas: 2-0 5de ronde: vrij 6de ronde: W van GRE Poikilidis: 3-1 bronzen finale: V van MDA Mureiko: 0-1                         |

### Zeilen
| Olympiër                                             | Discipline  | Resultaat | Prestatie                                        |
| ---------------------------------------------------- | ----------- | --------- | ------------------------------------------------ |
| Maksim Oberemko                                      | mistral (m) | 19e       | 150,0 punten: (20-31-21-17-26-38-12-30-24)       |
| Yuriy Tokovy                                         | finn (m)    | 17e       | 91,0 punten: (2-20-22-14-16-5-17-9-10-18)        |
| Yevhen Braslavets Ihor Matviyenko                    | 470 (m)     | Goud      | 40,0 punten: (2-2-3-1-16-5-1-9-10-7-DNC)         |
|                                                      |             |           |                                                  |
| Olena Pakholchyk Ruslana Taran                       | 470 (v)     | Brons     | 38,0 punten: (1-5-4-9-12-8-18-1-4-4-2)           |
|                                                      |             |           |                                                  |
| Rodion Luka                                          | laser       | 35e       | 274,0 punten: (27-34-43-37-44-34-3-23-36-37-DSQ) |
| Yevhen Chelombitko Serhiy Priymak                    | tornado     | 17e       | 118,0 punten: (6-3-14-15-15-13-13-17-14-15-18)   |
| Serhiy Khaindrava Volodymyr Korotkov Serhiy Pichuhin | soling      | 7e        | 59,0 punten: (DSQ-3-1-15-6-18-18-5-9-2)          |

### Zwemmen
| Olympiër                                                                 | Discipline            | Resultaat | Prestatie                                                  |
| ------------------------------------------------------------------------ | --------------------- | --------- | ---------------------------------------------------------- |
| Pavel Chnykin                                                            | 50m vrije slag (m)    | 17e       | serie 7: 5de in 22,91                                      |
| Yuriy Vlasov                                                             | 50m vrije slag (m)    | 11e       | serie 8: 5de in 22,77 finale B: 3de in 22,82               |
| Pavel Chnykin                                                            | 100m vrije slag (m)   | 6e        | serie 6: 3de in 49,69 finale: 6de in 49,65                 |
| Rostyslav Svanidze                                                       | 100m vrije slag (m)   | 14e       | serie 8: 5de in 50,31 finale B: 6de in 50,43               |
| Denys Zavhorodniy                                                        | 200m vrije slag (m)   | 42e       | serie 2: 8ste in 1.58,67                                   |
| Ihor Snitko                                                              | 400m vrije slag (m)   | 12e       | serie 5: 6de in 3.55,67 (NR) finale B: 4de in 3.54,63 (NR) |
| Ihor Snitko                                                              | 1500m vrije slag (m)  | 15e       | serie 3: 5de in 15.31,40                                   |
| Denys Zavhorodniy                                                        | 1500m vrije slag (m)  | 24e       | serie 2: 7de in 15.46,79                                   |
| Volodymyr Nikolaichuk                                                    | 100m rugslag (m)      | 19e       | serie 4: 2de in 56,71                                      |
| Volodymyr Nikolaichuk                                                    | 200m rugslag (m)      | DNS       | serie 3: niet gestart                                      |
| Oleksandr Dzhaburiya                                                     | 100m schoolslag (m)   | 13e       | serie 4: 3de in 1.02,70 finale B: 5de in 1.02,91           |
| Dmytro Ivanusa                                                           | 200m schoolslag (m)   | 21e       | serie 5: 7de in 2.17,54                                    |
| Pavel Chnykin                                                            | 100m vlinderslag (m)  | 8e        | serie 7: 2de in 53,25 (NR) finale: 8ste in 53,58           |
| Denys Sylantiev                                                          | 100m vlinderslag (m)  | 18e       | serie 8: 5de in 54,33                                      |
| Denys Sylantiev                                                          | 200m vlinderslag (m)  | 6e        | serie 4: 1ste in 1.58,04 (NR) finale: 6de in 1.58,37       |
| Sergei Sergeyev                                                          | 200m wisselslag (m)   | 23e       | serie 3: 7de in 2.06,30                                    |
| Volodymyr Nikolaychuk Oleksandr Dzhaburiya Denys Sylantyev Pavel Khnykin | 4x100m vrije slag (m) | 9e        | serie 1: 1ste in 3.42,29 (NR)                              |
|                                                                          |                       |           |                                                            |
| Olena Lapunova                                                           | 200m vrije slag (v)   | 21e       | serie 5: 7de in 2.04,07                                    |
| Svitlana Bondarenko                                                      | 100m schoolslag (v)   | 4e        | serie 4: 3de in 1.09,79 finale: 4de in 1.09,21 (NR)        |
| Svitlana Bondarenko                                                      | 200m schoolslag (v)   | DNF       | serie 4: 4de in 2.32,42 finale B: niet gestart             |
| Nataliya Zolotukhina                                                     | 100m vlinderslag (v)  | 20e       | serie 3: 1ste in 1.02,18 (NR)                              |
| Nataliya Zolotukhina                                                     | 200m vlinderslag (v)  | 20e       | serie 2: 1ste in 2.16,68 (NR)                              |
| Olena Lapunova                                                           | 200m wisselslag (v)   | 29e       | serie 4: 8ste in 2.20,76                                   |

Afghanistan · Albanië · Algerije · Amerikaanse Maagdeneilanden · Amerikaans-Samoa · Andorra · Angola · Antigua‑Barbuda · Argentinië · Armenië · Aruba · Australië · Azerbeidzjan · Bahama's · Bahrein · Bangladesh · Barbados · België · Belize · Benin · Bermuda · Bhutan · Bolivia · Bosnië en Herzegovina · Botswana · Brazilië · Britse Maagdeneilanden · Brunei · Bulgarije · Burkina Faso · Burundi · Cambodja · Canada · Centraal-Afrikaanse Republiek · Chili · China · Chinees Taipei · Colombia · Comoren · Congo-Brazzaville · Cookeilanden · Costa Rica · Cuba · Cyprus · Denemarken · Djibouti · Dominica · Dominicaanse Republiek · Duitsland · Ecuador · Egypte · El Salvador · Equatoriaal-Guinea · Estland · Ethiopië · Fiji · Filipijnen · Finland · Frankrijk · Gabon · Gambia · Georgië · Ghana · Grenada · Griekenland · Groot-Brittannië · Guam · Guatemala · Guinee · Guinee-Bissau · Guyana · Haïti · Honduras · Hongarije · Hongkong · Ierland · IJsland · India · Indonesië · Irak · Iran · Israël · Italië · Ivoorkust · Jamaica · Japan · Jemen · Joegoslavië · Jordanië · Kaaimaneilanden · Kaapverdië · Kameroen · Kazachstan · Kenia · Kirgizië · Koeweit · Kroatië · Laos · Lesotho · Letland · Libanon · Liberia · Libië · Liechtenstein · Litouwen · Luxemburg ·  Macedonië · Madagaskar · Malawi · Malediven · Maleisië · Mali · Malta · Marokko · Mauritanië · Mauritius · Mexico · Moldavië · Monaco · Mongolië · Mozambique · Myanmar · Namibië · Nauru · Nederland · Nederlandse Antillen · Nepal · Nicaragua · Nieuw-Zeeland · Niger · Nigeria · Noord-Korea · Noorwegen · Oeganda · Oekraïne · Oezbekistan · Oman · Oostenrijk · Pakistan · Palestina · Panama · Papoea-Nieuw-Guinea · Paraguay · Peru · Polen · Portugal · Puerto Rico · Qatar · Roemenië · Rusland · Rwanda · Saint Kitts en Nevis · Saint Lucia · Saint Vincent en Grenadines · Salomonseilanden · Samoa · San Marino · Sao Tomé en Principe · Saoedi-Arabië · Senegal · Seychellen · Sierra Leone · Singapore · Slovenië · Slowakije · Soedan · Somalië · Spanje · Sri Lanka · Suriname · Swaziland · Syrië · Tadzjikistan · Tanzania · Thailand · Togo · Tonga · Trinidad en Tobago · Tsjaad · Tsjechië · Tunesië · Turkije · Turkmenistan · Uruguay · Vanuatu · Venezuela · Verenigde Arabische Emiraten · Verenigde Staten · Vietnam · Wit-Rusland · Zaïre · Zambia · Zimbabwe · Zuid-Afrika · Zuid-Korea · Zweden · Zwitserland